# Robin Hood (2013)
Robin Hood ist ein deutscher Fernsehfilm aus dem Jahr 2013 mit Ken Duken in der Hauptrolle des Robin Hood. Der Thriller eröffnete am 21. Januar 2013 das 34. Filmfestival Max Ophüls Preis.

## Handlung
Alexander Scholl und seine Kollegin Sophie Kaiser sind als Polizisten tätig. In ihrem aktuellen Fall ermitteln sie gegen die „Deutsche National Bank“ (DNB), die für die prekäre soziale Lage in Deutschland mitverantwortlich ist. Doch der Vorstandsvorsitzende Rainer van Kampen ist so mächtig, dass er eine Anklage abwenden kann, obwohl die Beweise erdrückend sind. Alexander kann dies nicht verstehen und verbündet sich mit einer Gruppe von Gesetzlosen. Zusammen begehen sie Überfälle, hacken Konten oder stellen Finanzbetrüger in der Öffentlichkeit bloß. Die Beute verteilen sie an die Menschen auf der Straße. Alex wird vom Volk schnell zu einem Robin Hood gemacht. Dies gefällt Sophie gar nicht, da Robin Hood ihrer Auffassung nach ein Verbrecher ist. Die Situation eskaliert, als Alex von seiner heimlichen Liebe Sophie sowie von den Hintermännern der DNB gejagt wird.

## Produktion
Am 17. Februar 2012 gab ProSieben die Produktion des Filmes unter dem Arbeitstitel Robin Hood bekannt. Die Hauptrolle wurde mit Ken Duken besetzt. Der Film entstand im Rahmen des Kooperationsvertrages mit dem Land Baden-Württemberg, der Filmakademie Ludwigsburg und teamWorx realisiert.
Dieser Film ist Martin Schreiers Diplomfilm, mit dem er 2010 mit dem „Prime Time Preis“ ausgezeichnet wurde.
Der Film entstand an 33 Drehtagen vom 16. Februar 2012 bis zum 2. April 2012 in Ludwigsburg, Frankfurt sowie Stuttgart und Umgebung.